# لويس أرتيم
لويس أرتيم (بالإسبانية: Luis Artime)‏ مواليد 2 ديسمبر 1938 في ميندوزا بالأرجنتين، هو لاعب كرة قدم أرجنتيني سابق كان يلعب كمهاجم. سبق له أن لعب في كأس العالم لكرة القدم مع منتخب بلاده. لعب خلال مسيرته 302 مباريات سجل خلالها 236 هدفاً وابنه هو لويس فابيان أرتيم وهو أيضا لاعب كرة قدم أرجنتيني الذي لعب في 1990.

## المسيرة الاحترافية

### أندية لعب لها
- نادي أتلتيكو أتلانتا
- نادي أتلتيكو ريفر بليت
- إنديبندينتي
- نادي بالميراس
- ناسيونال مونتيفيديو
- نادي فلومينينسي

## روابط خارجية
- لويس أرتيم على موقع الاتحاد الدولي (مؤرشف)  (الإنجليزية)
- لويس أرتيم على موقع الاتحاد الأوربي (الإنجليزية)
- لويس أرتيم على موقع قاعدة بيانات كرة القدم.إي يو (الإنجليزية)
- لويس أرتيم على موقع ناشيونال فوتبول تيمز (الإنجليزية)